# Tudor (marca)
Montres TUDOR SA mais conhecida por Tudor é um fabricante suíço de relógios de pulso de luxo com sede em Genebra, registrada em 1926 por Hans Wilsdorf, fundador da Rolex, sendo a marca uma empresa irmã da Rolex, ambas propriedade da Fundação Hans Wilsdorf. Com o tempo, a Tudor tornou-se conhecida por seus relógios de ferramentas, produzindo relógios para mergulhadores profissionais e militares.

## Modelos

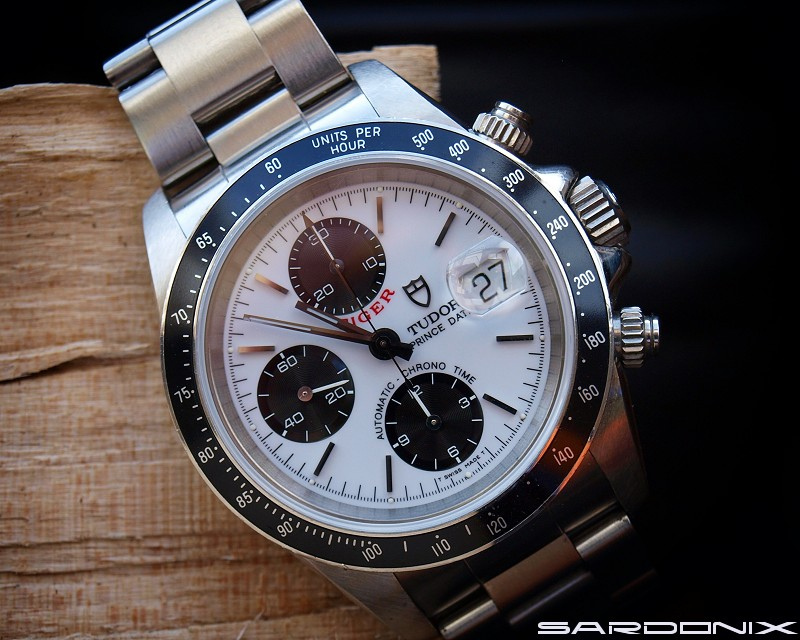
Um Tudor Tiger

- 1926
- Black Bay
- Chronautic
- Clair de Rose
- Fastrider
- Glamour
- Grantour
- Heritage
- Hydronaut
- Iconaut
- Monarch
- Montecarlo
- North Flag
- Oysterdate
- Oyster Prince
- Pelagos
- Prince Date
- Prince Oysterdate
- Royal
- Sport
- Style
- Submariner
- Tiger Prince Date

Tudor Tiger watch (9435395558).jpg